# Bergman – ett år, ett liv
Bergman – ett år, ett liv är en svensk dokumentärfilm med svensk premiär 13 juli 2018. Filmen är regisserad av Jane Magnusson som även skrivit manus. Producenter var Mattias Nohrborg, Cecilia Nessen och Fredrik Heinig för produktionsbolaget B-Reel Feature Films. 
Filmen vann European Film Award som Bästa dokumentärfilm i Sevilla 2018. 

## Handling
Även om år 1957 är ett viktigt år både i Ingmar Bergmans liv och i filmen så tar filmen ett längre tidsperspektiv än bara ett år. I filmen intervjuas även bland andra Barbra Streisand, Liv Ullmann och Roy Andersson. 

## Medverkande (i urval)
- Ingmar Bergman
- Lena Endre
- Thorsten Flinck
- Elliott Gould
- Barbra Streisand
- Liv Ullmann
- Lars von Trier
- Jane Magnusson – berättare (röst)